# Řád etiopské hvězdy
Řád etiopské hvězdy byl rytířský řád Etiopského císařství. Založen byl kolem roku 1884 Menelikem II. Udílen byl občanům Etiopie i cizím státním příslušníkům za služby státu.

## Historie a pravidla udílení
Řád založil kolem roku 1884 Menelik II. ještě před svým nástupem na habešský trůn. Řád se tak stal nejstarším etiopským rytířským řádem. Udílen byl občanům Etiopie i cizím státním příslušníkům za civilní i vojenské služby státu. Udílen byl také jako diplomatický řád.

## Insignie
Řádový odznak ve třídě člena má tvar pěticípé hvězdy. Dva spodní cípy spolu s nahoru směřujícím cípem tvořící plný trojúhelník. Uprostřed hvězdy je kulatý medailon. Ke stuze je připojen pomocí přechodového prvku v podobě etiopské císařské koruny. Řádový odznak ve třídě důstojníka se svým vzhledem shoduje s odznakem člena, je však navíc ve středu zdoben rubínem. Řádový odznak ve třídě komtura má tvar osmicípé hvězdy. Uprostřed je medailon ve tvaru rozety obklopené malým modře smaltovaným prstencem. I tento odznak je převýšen etiopskou císařskou korunou. Řádový odznak ve třídách velkokodůstojníka a velkokříže se skládá z velké jedenácticípé hvězdy. Mezi cípy jsou cípy menší jedenácticípé hvězdy. Uprostřed je medailon obklopený prstencem zdobeným čtyřmi řeckými kříži. Uprostřed medailonu je větší řecký kříž. Odznak je převýšen etiopskou císařskou korunou.
Řádová hvězda má podobu prolamovaného kulatého medailonu ze zlata nebo pozlaceného stříbra.
Stuha se skládá ze tří stejně širokých pruhů v barvě zelené, žluté a červené. Barevně tak odpovídá etiopské vlajce.
Insignie byly navrženy a vyráběny šperkařskou firmou B. A. Sevadjian sídlící v Addis Abebě. Během vyhnanství habešského císaře Haile Selassieho I. ve Spojeném království v letech 1936 až 1941 byly řádové insignie vyráběny londýnskou firmou Mappin & Webb. Posledním výrobcem byla pařížská firma Artus-Bertrand.

## Třídy
Řád byl udílen v pěti řádných třídách:
- velkokříž (GCSE) – Řádový odznak se nosil na široké stuze spadající z pravého ramene na protilehlý bok. Řádová hvězda se nosila nalevo na hrudi. Počet žijících členů v této třídě byl omezen na 50.
- velkodůstojník (GOSE) – Řádový odznak se nosil na stuze kolem krku. Počet žijících členů v této třídě byl omezen na 100.
- komtur (CSE) – Počet žijících členů v této třídě byl omezen na 150.
- důstojník (OSE) – Počet žijících členů v této třídě nebyl omezen.
- člen (MSE) – Řádový odznak se nosil zavěšený na stužce nalevo na hrudi. Počet žijících členů v této třídě nebyl omezen.

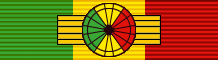
velkokříž
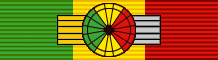
velkodůstojník
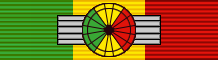
komtur
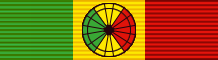
důstojník
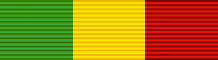
člen